# 이노우에 겐타
이노우에 겐타(일본어: 井上 健太, 1998년 7월 23일~)는 일본의 축구 선수로, 포지션은 수비수이다.

## 구단 경력
2020년 J1리그의 오이타 트리니타에 입단했다. 2020년 7월 4일, 사간 도스를 상대로 리그 데뷔전을 치렀으며, 2022년 5월 25일에 블라우블리츠 아키타를 상대로 44분에 골을 넣어 구단에서 첫 리그 골을 기록했다.
2022년 12월, 2023시즌을 위해 J1리그의 요코하마 F. 마리노스로 이적할 것이라고 발표되었다.